# Khattiya Sawasdipol
Khattiya Sawasdipol, (Thai: ขัตติยะ สวัสดิผล, RTGS: Sawatdiphon, Aussprache: [kʰàttìʔyáʔ sàʔwàtdìʔpʰǒn]; * 2. Juni 1951 im Landkreis (Amphoe) Photharam, Provinz Ratchaburi; † 17. Mai 2010 in Bangkok) war ein thailändischer Militär, politischer Aktivist und Autor. Bekannter war der Generalmajor der thailändischen Armee unter seinem Kampfnamen Seh Daeng (Thai: เสธ แดง), auf Deutsch „Kommandeur Rot“.
In den 1970er Jahren erlangte er im Kampf gegen die kommunistische Guerilla im Nordosten des Königreichs (Isan) einen besonderen Ruf. Nach dem Militärputsch, der 2006 den Ministerpräsidenten Thaksin Shinawatra stürzte, schloss sich Khattiya der Bewegung der „Rothemden“ an, deren kompromisslosen und militanten Flügel er führte. Während der Unruhen in Bangkok 2010 wurde er erschossen.

## Privatleben
Seh Daeng war der Sohn eines Hauptmanns des Heeres und hatte drei jüngere Schwestern. Er war mit Kapitän z.S. Janthra Sawasdipol verheiratet, die 2006 an Krebs starb. Ihre Tochter Khattiyah Sawasdipol engagiert sich wie ihr Vater bei den „Rothemden“ und wurde 2011 auf der Liste der Pheu-Thai-Partei ins Parlament gewählt.

## Militärkarriere
Khattiya Sawasdipol begann 1971 seinen Dienst im thailändischen Heer. Er gehörte der paramilitärischen Einheit der Thahan Phran („Ranger“) an, die in den 1970er-Jahren brutal die aufständischen Kommunisten in Thailand bekämpften. Khattiya nimmt für sich in Anspruch, in einem Gefecht 1976 selbst 20 Kommunisten getötet zu haben. Für seine Verdienste im Kampf gegen den Kommunismus wurde er von König Bhumibol Adulyadej ausgezeichnet.
Laut seinen Memoiren diente Khattiya außerdem als Kundschafter in den CIA-Geheimoperationen in Laos und Kambodscha während des Vietnamkriegs und unterstützte den proamerikanischen Hmong-General Vang Pao im laotischen Bürgerkrieg. In den 1990er-Jahren infiltrierte Khattiya seinen Angaben zufolge islamistische Rebellengruppen in Aceh und Malaysia.

## Politisches Engagement
Khattiya Sawasdipol stand dem 2006 abgesetzten Premierminister Thaksin Shinawatra nahe und war ein Gegner des Militärputsches vom 19. September 2006. Er schloss sich der Bewegung der „Rothemden“ (United Front for Democracy Against Dictatorship, UDD) an, die Thaksin nahesteht, gegen den Putsch und die anschließend vom Militär eingesetzte Regierung protestierte. Nachdem diese die Macht nach Wahlen wieder an eine Thaksin-nahe Regierung übergeben musste, kündigte Khattiya an, dass er seine Armeekollegen notfalls mit Waffengewalt bekämpfen würde, wenn sie noch einmal einen Putschversuch unternähmen.
Am 18. Oktober 2008 setzte der Oberkommandierende des Heeres, General Anupong Paochinda Khattiya von seinem Posten im Kommando für Operationen der Inneren Sicherheit (ISOC) ab. Er ernannte ihn stattdessen zum Aerobic-Leiter der Armee, was Khattiya als Demütigung empfand. Dieser drohte daraufhin, er habe einen Tanz vorbereitet, den „Werfen-von-Handgranaten-Tanz“. Während der Proteste der Thaksin-kritischen Volksallianz für Demokratie (PAD; „Gelbhemden“) organisierte Khattiya die „Ronin-Krieger“, die gegen die „Gelbhemden“ kämpften. Khattiya rühmte sich, dass seine Kämpfer die „gelben“ Protestler mit M79-Granatwerfern terrorisiert, einen der PAD-Sicherheitsleute getötet und 40 verletzt hatten.
Am 14. Januar 2010 ordnete General Anupong die Suspendierung von Generalmajor Khattiya Sawasdipol an. Die Begründung war, dass er wiederholt gegen die Anweisung verstoßen hatte, sich nicht für politische Bewegungen, insbesondere nicht für die Rothemden, zu engagieren. Zuvor hatte er den vor der Strafverfolgung geflohenen Ex-Ministerpräsidenten Thaksin Shinawatra in Kambodscha getroffen. Am Tag nach der Suspendierung Khattiyas wurde das Büro des Generalstabschefs mit einem M79-Granatwerfer beschossen. Jener leugnete jedoch, dafür verantwortlich zu sein.
Im Februar 2010 äußerte er, eine gegen die Regierung gerichtete „Volksarmee“ einrichten zu wollen. Er reiste nach Dubai, um Thaksin in dessen selbstgewähltem Exil zu besuchen. Anschließend richtete er die Gruppe der „Krieger des Königs Taksin“ ein, die Khattiya paramilitärisch schulte und die auf Veranstaltungen der UDD für Sicherheit sorgten. Diese „Wachmannschaft“ hatte auf dem Höhepunkt der Rothemden-Proteste 2010 etwa 500 Mitglieder. Ihr gehörten vor allem aktive und frühere Kämpfer der Thahan Phran an. Khattiya verglich sich selbst gern mit der Hauptfigur des Films Braveheart, dem schottischen Freiheitskämpfer William Wallace. Khattiyas rauer und exzentrischer Charakter polarisierte die Öffentlichkeit: während seine Anhänger ihn als Helden verehrten, war er für seine Gegner ein gefährlicher Krimineller.
Nachdem der Oberste Gerichtshof Thailands am 26. Februar 2010 sein Urteil über die Konfiszierung von Teilen des Vermögens Thaksins sprach, deutete Khattiya an, dass eine Anschlagsserie Bangkok erschüttern könnte. Als anschließend tatsächlich Granatenanschläge gegen Unternehmen, Regierungs- und Militäreinrichtungen verübt wurden, leugnete Khattiya jedoch seine Verantwortung für diese und behauptete stattdessen, die Regierung hätte sie selbst inszeniert, um die eigentlich friedlichen „Rothemden“ zu diskreditieren.

### Unruhen 2010
Bei den Unruhen der „Rothemden“ im April und Mai 2010 organisierte er den Bau von Barrikaden aus Autoreifen und Bambuszäunen um das von der Protestbewegung besetzte Gebiet um die Ratchaprasong-Kreuzung und das zentrale Geschäftsviertel der Stadt. Die Polizei verdächtigte Khattiya als Verantwortlichen für einen Granatenanschlag auf die Zentrale der regierenden Demokratischen Partei im April. Er selbst deutete an, dass seine Leute für den Tod von Oberst Romklao Thuwatham bei den Zusammenstößen am 10. April verantwortlich waren.
Khattiya sah sich selbst als „Riesen“ im Epos der thailändischen Geschichte, während er die Regierungstruppen als Homosexuelle verächtlich machte. Er geriet in Konflikt mit moderaten Teilen der politischen Führung der UDD, die das Kompromissangebot der Regierung von Anfang Mai 2010 annehmen wollten, um weiteres Blutvergießen zu verhindern. Khattiya lehnte dagegen, angeblich im Namen Thaksin Shinawatras, jedes Nachgeben gegenüber der Regierung ab. Er erklärte, dass es seine „letzte Mission“ sei, den „totalen Bürgerkrieg“ auf den Straßen Bangkoks zu entfachen und er erst nachgeben würde, wenn Thaksin ihm dies befehle. Die moderateren UDD-Führer denunzierte er als Kollaborateure und erklärte Veera Musikapong und Nattawut Saikua als Co-Anführer der Bewegung für abgesetzt. Für die kommende Schlacht mit den Regierungstruppen sollten die Rothemden bereits 400 Särge vorbereiten. Khattiya sammelte vor allem junge Männer der städtischen Unterschicht um sich, die auf Konfrontation mit den Regierungskräften aus waren und nach Einschätzung vieler Beobachter wenig mit den politischen Zielen und Idealen der Mehrheit der „Rothemden“-Demonstranten zu tun hatten.
Die Regierung vermutete, dass Khattiya auch Ausbilder der „Männer in Schwarz“ war, die während der Unruhen in Bangkok 2010 mit Sturmgewehren der Typen AK-47, HK33 und M16 sowie M79-Granatwerfern bewaffnet auftraten, Soldaten und unbeteiligte Zivilisten erschossen und auch für kleinere Bombenanschläge auf Strommasten verantwortlich gemacht wurden. Khattiya leugnete das jedoch und die Rothemden behaupteten später, dass die Regierung selbst hinter den „Männern in Schwarz“ steckte, um ein Erwidern des Feuers auf das Lager der Rothemden zu rechtfertigen. Die „Männer in Schwarz“, die Zeichen großer militärischer Professionalität zeigten, unterschieden sich deutlich von Khattiyas Freiwilligentrupps der „Ronin-“ oder „König-Taksin-Krieger“, die größtenteils nur über eine dürftige paramilitärische Ausbildung verfügten.

## Tod

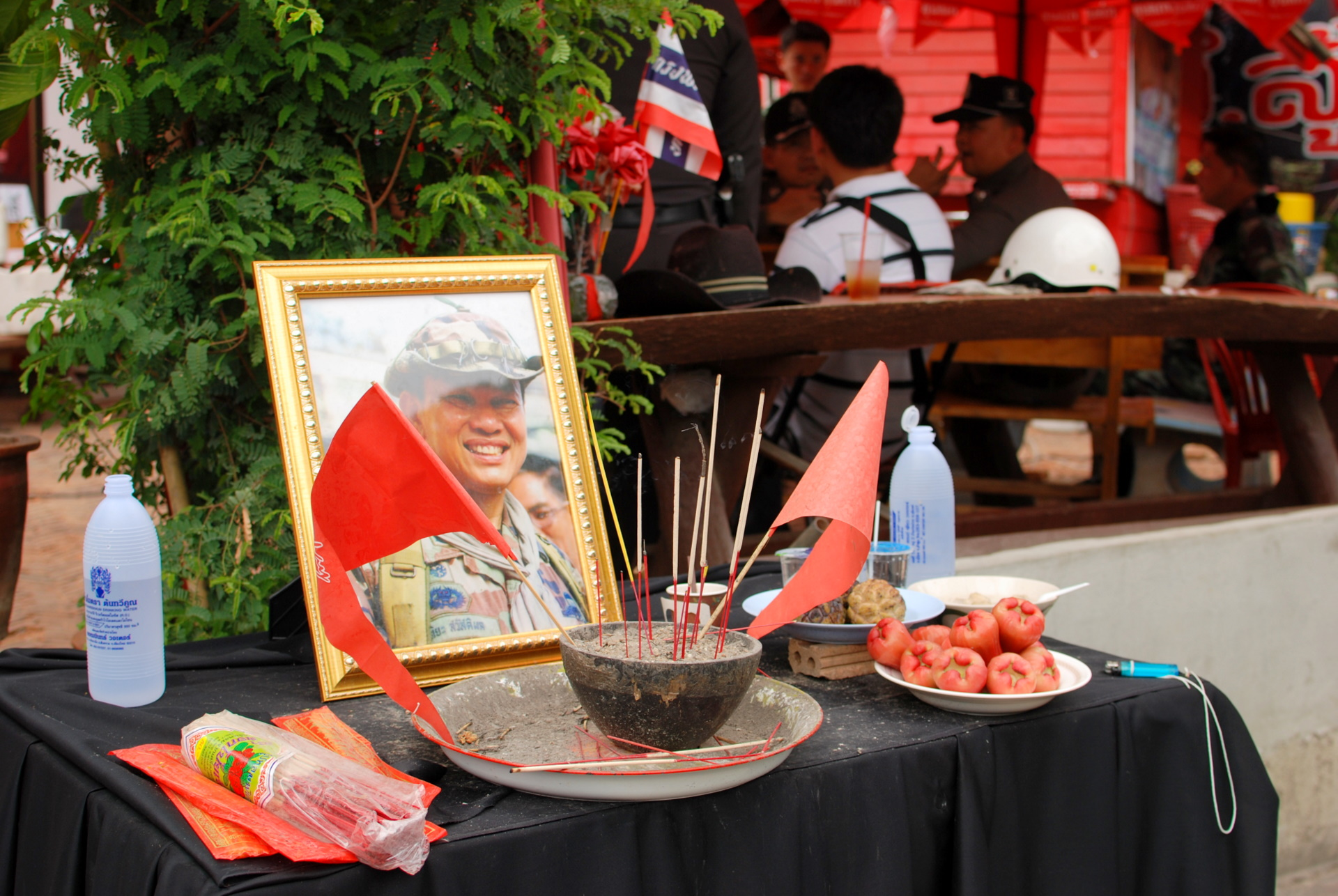
Gedenkschrein für Khattiya Sawasdipol

Am 13. Mai 2010 wurde auf Sawasdipol während eines Interviews mit einem Journalisten der New York Times geschossen. Er wurde von einem Projektil vom Typ .308 Winchester am Kopf getroffen. Seine letzten Worte vor dem Schuss waren: „Die Armee kann nicht in unser Gebiet eindringen.“ Er starb vier Tage später im Vajira-Krankenhaus an den Folgen dieser Verletzung. Khattiyas Verletzung und Tod führte zu einer weiteren Eskalation der Gewalt zwischen Rothemden und Sicherheitskräften. Ab dem 14. Mai griffen Anhänger der Rothemden offensiv Regierungstruppen an, setzten brennende Reifen, Molotowcocktails, Steinschleudern und selbstgebaute Sprengsätze ein. Auch die „Männer in Schwarz“ intensivierten ihre Angriffe auf die Armee. Bis zur endgültigen Niederschlagung der Unruhen durch das Militär am 19. Mai starben insgesamt über 90 Menschen, über 2000 wurden verletzt.
Am 15. Mai betonte Sansern Kaewkamnerd vom Centre for the Resolution of the Emergency Situation (kurz CRES; ein von der Regierung eingesetztes „Zentrum für die Lösung der Notsituation“), dass das CRES kein Attentat auf Khattiya Sawasdipol in Auftrag gegeben habe. Außerdem wurde ein Team des Central Institutes of Forensic Science unter der Leitung von Khunying Porntip Rojanasunan angewiesen, den Tatort sofort nach dem Ende der Proteste zu untersuchen.
Am 19. Mai gab das Königshaus bekannt, dass es die Begräbniskosten übernehmen wolle. Weitere Erklärungen folgten nicht.
Nach den Unruhen wurde ein Aktivist der Rothemden, Jatuporn Prompan, unter anderem von Suthep Thaugsuban, der Verschwörung zum Mord an Khattiya Sawasdipol beschuldigt und wegen Terrorverdachts inhaftiert. Bereits kurz nach den Schüssen auf Khattiya hatten Gerüchte kursiert, dass seine eigenen Mitstreiter ihn nach internen Streitigkeiten aus dem Weg räumen wollten.
Nachdem die Untersuchungen zwischenzeitlich eingestellt wurden, verfügte Innenminister Chalerm Yubamrung am 13. Januar 2012 eine Wiederaufnahme der Untersuchung zum Attentat auf Khattiya Sawasdipol.
Die von der Regierung eingesetzte „Wahrheits- und Versöhnungskommission“ (TRCT) zur Untersuchung der Vorgänge bei den Unruhen kam in ihrem am 18. September 2012 veröffentlichten Abschlussbericht zu dem Schluss, dass Khattiya Sawasdipol von Scharfschützen der Armee erschossen wurde.